# Quadricalcarifera okurai
Quadricalcarifera okurai är en fjärilsart som beskrevs av Okano 1960. Quadricalcarifera okurai ingår i släktet Quadricalcarifera och familjen tandspinnare. Inga underarter finns listade.